# Palomar Observatory Sky Survey
Le National Geographic Society - Palomar Observatory Sky Survey (NGS-POSS) est un important relevé photographique du ciel nocturne réalisé à l'observatoire Palomar de 1949 à 1958. Il est rétrospectivement nommé POSS-I et a été suivi d'un deuxième relevé, POSS-II, de 1987 à 2002.

## Observations
Les photographies furent prises avec le télescope de Schmidt Samuel-Oschin de 48 pouces (1,22 m) du Mont Palomar, et le relevé fut financé par une bourse de la National Geographic Society du California Institute of Technology. Les premières plaques furent exposées en novembre 1948.
Le relevé utilisait des plaques photographiques carrées de 14 pouces de côté (soit environ 35 cm), couvrant environ 6° du ciel (approximativement 36 degrés carrés par plaque). Chaque région du ciel fut photographiée deux fois, une première fois avec une plaque sensible au rouge Kodak 103a-E, la seconde avec une plaque sensible au bleu Kodak 103a-O. Ceci permit d'enregistrer la couleur des objets célestes.
Le relevé était originellement conçu pour couvrir le ciel du pôle nord céleste jusqu'à une déclinaison de -24°. Ce nombre indique la position du centre de la plaque, par conséquent la couverture réelle selon le programme initial aurait été approximativement -27°. Il avait été calculé que 879 paires de plaques seraient nécessaires. Cependant le relevé fut ensuite étendu jusqu'à -30° (au centre des plaques), donnant une couverture irrégulière allant jusqu'à une déclinaison de -34°, et utilisant un total de 936 paires de plaques.
La magnitude limite du relevé variait selon la région du ciel, mais atteint en moyenne la magnitude 22.

## Publication
Le NGS-POSS fut publié peu de temps après la fin du relevé sous la forme d'une collection de 1872 tirages photographiques négatifs mesurant chacun 14" x 14". Au début des années 1970, une autre « impression » du relevé fut réalisée, cette fois sur des tirages négatifs 14" x17".
La librairie du California Institute of Technology vendait des tirages de régions sélectionnées du POSS. Les régions furent choisies pour servir de base à des exercices scolaires et l'ensemble constituait un outil pédagogique complet.
En 1962, l'extension Whiteoak, comprenant 100 plaques sensibles au rouge et étendant la couverture jusqu'à la déclinaison -42°, fut achevée et publiée sous forme de tirages négatifs au même format que le POSS. L'extension Whiteoak se trouve souvent classée dans les bibliothèques comme annexe ou complément à l'édition photographique du NGS-POSS. Ceci porte à 1 972 le nombre de clichés pour la majorité des possesseurs d'une édition photographique du NGS-POSS.
En 1981, un ensemble de cartes transparentes superposables au NGS-POSS fut publié par Robert S. Dixon de l'université d'État de l'Ohio. Ce travail est communément trouvé partout où une édition photographique du NGS-POSS est conservée.

## Travaux dérivés
Beaucoup de catalogues astronomiques sont des dérivés partiels du NGS-POSS, qui fut utilisé pendant plusieurs décennies pour cataloguer et catégoriser les objets célestes, en particulier pour étudier la morphologie des galaxies.
D'innombrables objets astronomiques furent découverts par les astronomes ayant étudié les photos du NGS-POSS.
En 1986, la réalisation d'une version numérique du NGS-POSS débuta. Huit ans plus tard, la numérisation des plaques originales du NGS-POSS était achevée. Les images numériques furent compressées et publiées sous le nom Digitized Sky Survey en 1994. Le Digitized Sky Survey était diffusé sous la forme d'un ensemble de 102 CD-ROM, mais peut également être consulté sur plusieurs sites web.
En 1996, une version encore plus compressée appelée RealSky, fut commercialisée par la Astronomical Society of the Pacific.
En 2001, un catalogue identifiant plus de 89 millions d'objets du NGS-POSS fut mis en ligne dans le cadre du catalogue Minnesota Automated Plate Scanner du POSS I. Ce catalogue fut également diffusé sous la forme de 4 DVD-ROM. Il contient les positions célestes précises et les mesures de brillance pour tous les objets ainsi que des paramètres plus spécialisés pour les galaxies comme l'ellipticité, l'angle de position et l'indice de concentration.

## Honneurs
L'astéroïde (316709) POSS a été nommé en son honneur. Cette planète mineure a été identifiée sur deux plaques du deuxième relevé POSS.